# Robert Hirschfeld
Robert Hirschfeld (* 17. September 1857 in Großmeseritsch, Mähren; † 2. April 1914 in Salzburg; Pseudonym: L. A. Terne) war ein österreichischer Musikpädagoge und Musikkritiker.

## Leben
Robert Hirschfeld, Sohn eines Rabbiners, studierte an der Universität Wien Rechts- und bei Eduard Hanslick Musikwissenschaft und wurde 1883 mit der Arbeit Johan de Muris und seine Werke zum Doktor der Philosophie promoviert. Bereits 1882 wurde er am Wiener Konservatorium der Gesellschaft der Musikfreunde Lehrer für Musikästhetik. Seit 1890 war Hirschfeld Musikkritiker bei der Abendpost und Theaterreferent beim Neuen Wiener Tagblatt und schrieb auch als Musikreferent für die Wiener Zeitung, weiters für die Wiener Sonn- und Montagszeitung, die Die Neue Freie Presse und die Wiener Allgemeine Zeitung, sowie als Korrespondent für die Frankfurter Zeitung. Seit 1893 redigierte er die Programmbücher der Konzerte der Wiener Philharmoniker. Er war Anhänger der Musik von Richard Wagner, Anton Bruckner, Johannes Brahms und Hugo Wolf. Seit 1913 als Leiter der Musikschule am Mozarteum in Salzburg, reformierte er deren Lehrpläne und leitete die Vorarbeit zu Musikfestspielen in Salzburg.

## Publikationen
- Das kritische Verfahren des Eduard Hanslick, 1885
- Opernbearbeitungen von Joseph Haydn, Wolfgang Amadeus Mozart und Franz Schubert
- Beiträge in Fachzeitschriften

## Anerkennung
1930 wurde der Hirschfeldweg in Wien-Hietzing nach ihm benannt. Da Hirschfeld jüdischen Glaubens war, erfolgte 1938 nach dem Anschluss Österreichs an das Deutsche Reich 1933 bis 1945 eine Umbenennung auf Ambergerweg, die 1947 wieder rückgängig gemacht wurde.

## Familie
Robert Hirschfeld war mit der Opernsängerin Emma (Emmy) Karlona (* 12. Dezember 1868 in Berlin; † ?) verheiratet.

## Bedeutung
Robert Hirschfeld begründete im Volksbildungsverein die Volkskonzerte mit klassischem Programm, die er acht Jahre selbst leitete. Außerdem initiierte er 1884 die Renaissance-Abende zur Pflege des a-cappella-Gesangs und Jugendkonzerte. 1900 zählte er zu den Mitbegründern des Wiener Concert-Vereins. Als Volksbildner trug er dazu bei, die klassische Musik breiten Volksschichten nahezubringen.
Hirschfeld war u. a. Mitglied der Kunstkommission des k.k. Ministeriums für Kultus und Unterricht in Wien, der Akademie für Musik und darstellende Kunst und seit 1898 der Denkmäler der Tonkunst.

## Auszeichnungen
- Ehrenmitglied der Accademia di Santa Cecilia Rom